# Đorđe Maletić
Georgije - Đorđe Maletić (Jasenovo, 13. mart 1816 — Beograd, 13. januar 1888) bio je književnik, estetičar, prevodilac, političar, pozorišni pedagog i teoretičar.

## Biografija
Rođen je u Jasenovu kod Bele Crkve u Vojvodini 1816. godine.
U Segedinu je završio 1838. godine filozofiju. Prešao je 1838. godine u Kneževinu Srbiju. Od 1839. godine je u Beogradu profesor liceja, direktor gimnazije od 1859. godine.
Uz profesorsku katedru radio je i kao urednik beogradskih časopisa "Podunavka" i "Rodoljub". Od 1844. godine se intenzivnije bavi pisanjem pozorišnih komada. Vredni pažnje su drame: Apoteoza velikom Karađorđu(1850), Preodnica srbske slobode ili srbski ajduci(1863), i Smrt cara Mijaila.
Bio je drugi upravnik Narodnog pozorišta u Beogradu 1871. godine. Postao je 27. decembra 1847. godine redovan član Društva srpske slovesnosti u Beogradu, preteče današnje Srpske akademije nauke i umetnosti.
Poznat je po spevu Tri pobratima. Pisao je stručne knjige poput: Ritorika (1855, 1856) i Teorija poezije (1864).
Ono po čemu je Maletić zapamćen je delo „Posmrtna slava kneza Mihaila", kojim je otvorena nova zgrada Narodnog pozorišta.
Za svoj doprinos kulturi, 1878. godine dobija i Orden Takovskog krsta III stepena.
Danas u Jasenovu osmogodišnja osnovna škola nosi njegovo ime.

## Himna Kneževine Srbije
Sastavio je himnu Kneževine srbije bar godinu dana pre 1853. godine. Maja meseca 1853. godine je ona i zvanično postala narodna himna. Tekst je objavljen 15. (3) septembra 1853. godine u zvaničnim Srpskim novinama, i glasio je:
Bože, Knjaza našeg hrani

Naše ljubavi sveti oltar

Neka vedri greju dani

Tvoje ruke svetli dar!

Iz dubine srca leti

Naš ushićeni ka tebi glas

Preblaženi, večno sveti

O, saslušaj, Bože, nas!

Nek milosti Tvoja sila

Života mu rosi cvet

Slavom sine glava mila

Kao majskog jutra cvet

Da mu Mudrost divno cveta,

Da usreći narod svoj,

Blagoslov ga suzom sreta,

Sa vrela čela briše znoj

Do kolena nek Mu sedi

Iskrenosti savet blag,

Sjajne krune da po sredi

I vazda sija, kamen drag

Nek mu čelo lovor kruži,

Ljubav cvećem kiti put,

Nek na ponos rodu služi,

Svakom srećom obasut

Dosta su nas tukle strele

Sa namrštenog neba Tvog,

I čeznuše prsi vrele

Za spasenjem roda svog!

Sad nas, Bože u Nem spasi,

Da s' po zemlji prospe čar

Da mu dugo poju glasi:

Živeo, živeo Gospodar!

## Galerija
- Стеван Тодоровић - Ђорђе Малетић, Галерија Матице српске
- Naslovna strana Spomenika Lukijanu Mušickom (1845)
- Naslovna strana knjige Kritičeski pregled nagradom uvenčanog dela Kralj Dečanski (1846)
- Naslovna strana Teorije poezije (1854)
- Насловна страна драме Преодница србске слободе или Србски аидуци (1863)

## Spoljašnje veze
- Biografija na sajtu SANU